# Dej Loaf
Dej Loaf, pseudonimo di Deja Trimble (Detroit, 8 aprile 1991), è una rapper statunitense.

## Biografia
Cresciuta nella East Side di Detroit ascoltando Tupac Shakur, Rakim e Miles Davis, Dej Loaf ha iniziato a scrivere e comporre musica all'età di 9 anni. Dopo il diploma di scuola superiore conseguito nel 2009, ha studiato Infermieristica per tre semestri alla Saginaw Valley State University, prima di abbandonare gli studi per concentrarsi sulla sua carriera musicale.
Ad ottobre 2014 ha pubblicato il suo singolo di debutto Try Me, divenuto una hit virale grazie al rapper Drake che l'ha pubblicizzata su Instagram. Il brano ha raggiunto il 45º posto nella Billboard Hot 100 statunitense ed è stato certificato disco d'oro dalla Recording Industry Association of America per aver venduto più di mezzo milione di copie. Nello stesso mese Dej Loaf ha firmato un contratto con l'etichetta discografica Columbia Records.
A luglio 2015 ha pubblicato l'EP ...And See That's the Thing, che ha raggiunto il 47º posto nella classifica degli album più venduti negli Stati Uniti, la Billboard 200. Il disco è supportato dai singoli Back Up, disco di platino, e Hey There, disco d'oro. Successivamente la rapper ha iniziato a lavorare sul suo album di debutto, tentativamente intitolato Liberated.

## Discografia

### Album in studio
- 2020 – Sell Sole II

### Mixtape
- 2012 – Just Do It
- 2014 – Sell Sole
- 2016 – Jokes Aside
- 2017 – Fuck a Friend Zone (con Jacquees)

### EP
- 2015 – ...And See That's the Thing
- 2018 – 'Go DeJ Go' Vol.1
- 2020 – It's a Set Up!
- 2020 – No Saint

### Singoli
- 2014 – Try Me
- 2014 – We Good
- 2014 – Detroit vs. Everybody (con Eminem, Royce da 5'9", Danny Brown, Big Sean e Trick-Trick)
- 2015 – We Be on It
- 2015 – Me U & Hennessy (feat. Lil Wayne)
- 2015 – Back Up (feat. Big Sean)
- 2015 – Hey There (feat. Future)
- 2016 – In Living Color (Oh Na Na)
- 2017 – No Fear
- 2018 – Liberated (con Leon Bridges)
- 2020 – Star (con Dave East e Nicole Bus)